# ФК Јединство Београд
СК Јединство је био југословенски фудбалски клуб из Београда.
Игралиште Јединства се налазило код Прометне банке, а отворено је 5. септембра 1933. Боја дресова им је била зелена.

## Историја
Клуб је основан 1924. године спајањем Вардара и Конкордије, који су се до тада такмичили у лиги Београдског подсавеза.
Јединство је две сезоне учествовало у првенству Југославије, у сезони 1937/38. је заузело осмо место, а у сезони 1938/39. шесто. Због смањења броја клубова са 12 на 6 у сезони 1939/40., клуб није успео да се квалификује у завршницу државног првенства, јер су само прва три клуба у Српској лиги пролазила даље, а Јединство је заузело седмо место. То је била последња сезона државног првенства пред почетак Другог светског рата. Као резултат великих подела у сезони 1940/41. у Југославији су одигране чак три националне лиге, Српска, Хрватска и Словеначка, а Јединство је у Српској лиги заузело четврто место, иза БСК-а, Југославије и Војводине.
Са променом режима на крају рата, клуб је угашен 1945. године.

## Јединство у првенству Југославије
| Сезона   | Ранг такмичења        | Пласман | Утакмица | Победа | Нерешено | Пораза | Постигли голова | Примили голова | Гол-разлика | Бодова |
| 1937/38. | Првенство Југославије | 8.      | 18       | 4      | 4        | 10     | 13              | 26             | -13         | 12     |
| 1938/39. | Првенство Југославије | 6.      | 22       | 8      | 4        | 10     | 35              | 40             | -5          | 20     |

### Састав 1938.
Новак, Вукчевић, М Поповић, Петковић, Лончаревић, Мијовић, Мастела, Аранђеловић, Пајовић, Секулић, Пашански.

### Састав 1939.
Новак (Удовичић), Вујовић (Брљић), Спајић (Никетић), Кузманов, Стевовић (Јовановић), Ди Франко (Стојановић), Тирнанић, Аранђеловић, Вукчевић (Бандић), Живковић, Мастела.

## Познати бивши играчи
Играчи Јединства који су убележили наступ у репрезентацији Југославије:
- Првослав Драгићевић
- Мија Јовановић
- Михаљ Кечкеш
- Петар Лончаревић
- Бранислав Секулић
- Љубиша Стефановић
- Иван Стевовић
- Славко Шурдоња
- Александар Томашевић
- Милош Пајевић

Страни играчи који су имали каријеру у иностранству у прволигашким клубовима:
- Александар Аранђеловић
- Роман Пани
- Антон Кузманов
- Луиђи Ди Франко